# Gare de Potchaïna
 (avril 2022).
Si vous disposez d'ouvrages ou d'articles de référence ou si vous connaissez des sites web de qualité traitant du thème abordé ici, merci de compléter l'article en donnant les références utiles à sa vérifiabilité et en les liant à la section « Notes et références ».
La Gare de Potchaïna (en ukrainien : Почайна (залізнична станція), est une gare ferroviaire du Train urbain électrifié de Kiev en Ukraine.

## Situation ferroviaire
Elle est exploitée par le réseau Ukrzaliznytsia.

## Histoire
Elle fut commencée en 1914 dans le cadre d'une ligne stratégique qui encerclait la ville ; ligne qui fut achevée en 1929. La gare ouvrit en 1927 sous le nom de Petrivka, quartier de Kiev au nom de Grigori Petrovski. En 1950 la ligne se prolongea vers Vychhorod pour un usage principalement de fret.
En 2010 une cérémonie lançait l'usage passager intensif de la ligne vers Vychhorod, et le 27 mars 2018 elle fut renommée Potchaïna, nom d'un affluent du Dniepr.

### Accueil
Elle n'a pas de locaux prévu pour l'accueil de passagers mais uniquement pour les employés du fret.

### Intermodalité
Le 4 octobre 2011 elle est connectée au Train urbain électrifié de Kiev.